# Gele kommazweefvlieg
De gele kommazweefvlieg (Eupeodes latifasciatus) is een vliegensoort uit de familie van de zweefvliegen (Syrphidae). De wetenschappelijke naam werd gepubliceerd in 1829 door Macquart.